# Mortemer (Oise)
Mortemer è un comune francese di 202 abitanti situato nel dipartimento dell'Oise della regione dell'Alta Francia.

## Società

### Evoluzione demografica
Abitanti censiti